# Tusby konstmuseum
Tusby konstmuseum (Tuusulan taidemuseo) är ett finländskt konstmuseum i Tusby.
Tusby konstmuseum har främst finländsk konst, bland andra verk av målaren och skulptören Lars-Gunnar Nordström (1924–2014). Aune Laaksonen (1927–2014) har också donerat en konstsamling till museet.
Museet ligger i Tusby konstcentrum Kasarmi, som är inrymt i en tidigare militär byggnad i rött tegel från den ryska tiden från 1915. Byggnaden har använts som militärsjukhus, officersbostäder, kontor och bibliotek. Sedan 2002 är byggnaden ett konstcentrum med ett konstmuseum, som har byggts upp sedan 2008.